# Thomas Kitchin
Thomas Kitchin (London, 1719. − St Albans, 23. lipnja 1784.), engleski graver, kartograf i hidrograf koji je djelovao u Londonu tijekom 18. stoljeća.
Rođen je u londonskom naselju Southwark, a s 13 godina započinje školovanje kod E. Bowena. Tiskanje kartografskih radova započinje u Clerkenwellu, a potom 1755. godine posao seli u Holborn Hill. Ženio se dvaput: prvo 1739. godine s Bowenovom kćeri Sarah, te 1762. godine s Jane, kćeri J. Burroughsa. Od 1773. godine radio je kao hidrograf na kraljevskom dvoru. Između 1747. i 1783. godine izradio je oko 170 zemljovida za London Magazine, te veliki atlas (The Large English Atlas) u suradnji s Bowenom odnosno The Small English Atlas s T. Jefferysom.

## Opus
- Geographia scotiæ Being new and correct maps of all the counties and islands in the kingdom of Scotland (1749.)
- The Small English Atlas (1749.)
- A new and improved Map of Northumberland (1750.)
- A new improved Map of Oxfordshire (1750.)
- A new and accurate Map of Denmark (1755.)
- Europe (1758.)
- The large English atlas (1767.)
- A general atlas, describing the whole universe (1773.)
- A general atlas, describing the whole universe (1782.)
- The traveller's guide through England and Wales (1783.)
- Karte von Ireland (1787.)

## Poveznice
- Povijest kartografije